# Markus Spiegel
Markus Spiegel (* 28. November 1952 in Legnica, Polen) ist ein österreichischer Musikproduzent. Er war Inhaber und Geschäftsführer des Independent-Labels GiG Records.

## Leben
Ende der 1970er Jahre gründete Spiegel das Wiener Plattenlabel GiG Records, mit dem er besonders in den 1980er Jahren über die Grenzen Österreichs hinausgehend erfolgreich wurde. Spiegel nahm unter anderem die Gruppen Reinhold Bilgeri, Chuzpe, Drahdiwaberl, Falco und Karl Ratzer unter Vertrag, ebenfalls erschienen Veröffentlichungen von Helmut Qualtinger, Wolfgang Ambros (Ambros singt Tom Waits) und Rainhard Fendrich (Ein Saitensprung) sowie die Neue-Deutsche-Welle-Lieder Codo und Taxi der Gruppe DÖF.
1979 begegnete Spiegel Falco erstmals auf einem Drahdiwaberl-Konzert in Wien. Falco war deren Bassist und sang außerdem die – zuerst als Pausenfüller gedachte – Solonummer Ganz Wien, die sich nach kurzer Zeit zum Höhepunkt der Konzerte entwickelte. Spiegel war vom Talent der Gruppe und des Bassisten überzeugt und nahm darauf beide unter Vertrag.
Das 1981 erschienene und von Thomas Rabitsch produzierte Drahdiwaberl-Debütalbum Psychoterror wurde in Österreich ein kommerzieller Erfolg und erreichte dort Platz acht der Verkaufscharts. Noch vier weitere Alben der Gruppe wurden auf GiG Records veröffentlicht.
1995 fusionierte sein Unternehmen GiG Records mit den Plattenlabeln Uptight und Spray Records zu Reverso Musikproduktionsges.m.b.H, bei dem Spiegel neben Werner Lohse weiterhin Geschäftsführer blieb.
2002 wurde die Reverso Musikproduktionsges.m.b.H von BMG Ariola Austria GmbH übernommen und ist heute nach dem bis 2008 haltenden Joint-Venture der Bertelsmann Music Group und Sony Music Entertainment und nach der Übernahme BMGs im Besitz von Sony Music Entertainment, dort ist Spiegel im Artists-and-Repertoire-Bereich tätig. Er ist zudem Juror beim Österreichischen Musikfonds.
Spiegel war Casting-Juror bei der ORF-Unterhaltungsshow Starmania (Staffeln 1, 3 und 4) und Kommentator Zur Lage der Starnation.
2004 gründete er zusammen mit dem Musikproduzenten Thomas Rabitsch das Label serious entertainment, auf dem sie etwa Produktionen der ebenfalls 2004 von Thomas Rabitsch, Hansi Lang und Wolfgang Schlögl gegründeten Gruppe The Slow Club veröffentlichen. 2006 wurden Spiegel und die Bandmitglieder für die Veröffentlichung This Is The Slow Club in der Rubrik Jazz/Blues/Folk-Album des Jahres national mit dem Amadeus-Award ausgezeichnet. 2008 erschien, nach dem Tod des Sängers Hansi Lang, das letzte Album des Slow Clubs House Of Sleep.

## Auszeichnungen
- 2006: Amadeus Austrian Music Award für This Is The Slow Club in der Rubrik „Jazz/Blues/Folk-Album des Jahres national“ mit The Slow Club
- 2018: Goldenes Verdienstzeichen des Landes Wien[2]